# بيت جوبير
بيت جوبير (بالإنجليزية: Piet Joubert)‏ (و. 1834 – 1900 م) هو سياسي، وضابط من جنوب أفريقيا .
ويحمل رتبة عسكرية فريق أول .